# Telesur
Telesur (estilizado como teleSUR) es un canal de televisión abierta multiestatal latinoamericano de noticias, con sede central en la ciudad de Caracas, Venezuela. Opera bajo el nombre legal de La Nueva Televisión del Sur C.A. Fue fundada en enero de 2005 bajo la jurisdicción del Ministerio del Poder Popular para la Comunicación y la Información de Venezuela, inició sus transmisiones el 24 de julio de 2005 desde el Teatro Teresa Carreño de Caracas, capital de Venezuela.
El 24 de julio de 2014 lanzó su página web y su señal en inglés, esto coincidió con la conmemoración de su noveno aniversario y con la fecha del natalicio del prócer de la independencia sudamericana, Simón Bolívar. La sede de la señal en inglés fue instalada en Quito, capital de Ecuador.
Desde la medianoche del día 24 de julio de 2017, Telesur comenzó a transmitir en alta definición, para ser emitida en los operadores de televisión por suscripción de Latinoamérica.
El canal ha sido señalado de informar de manera parcial, realizar propaganda chavista, promoción del socialismo y de tergiversar hechos a favor de los gobiernos de Hugo Chávez y de su sucesor Nicolás Maduro y de gobiernos con ideologías de izquierda en América Latina.

## Historia

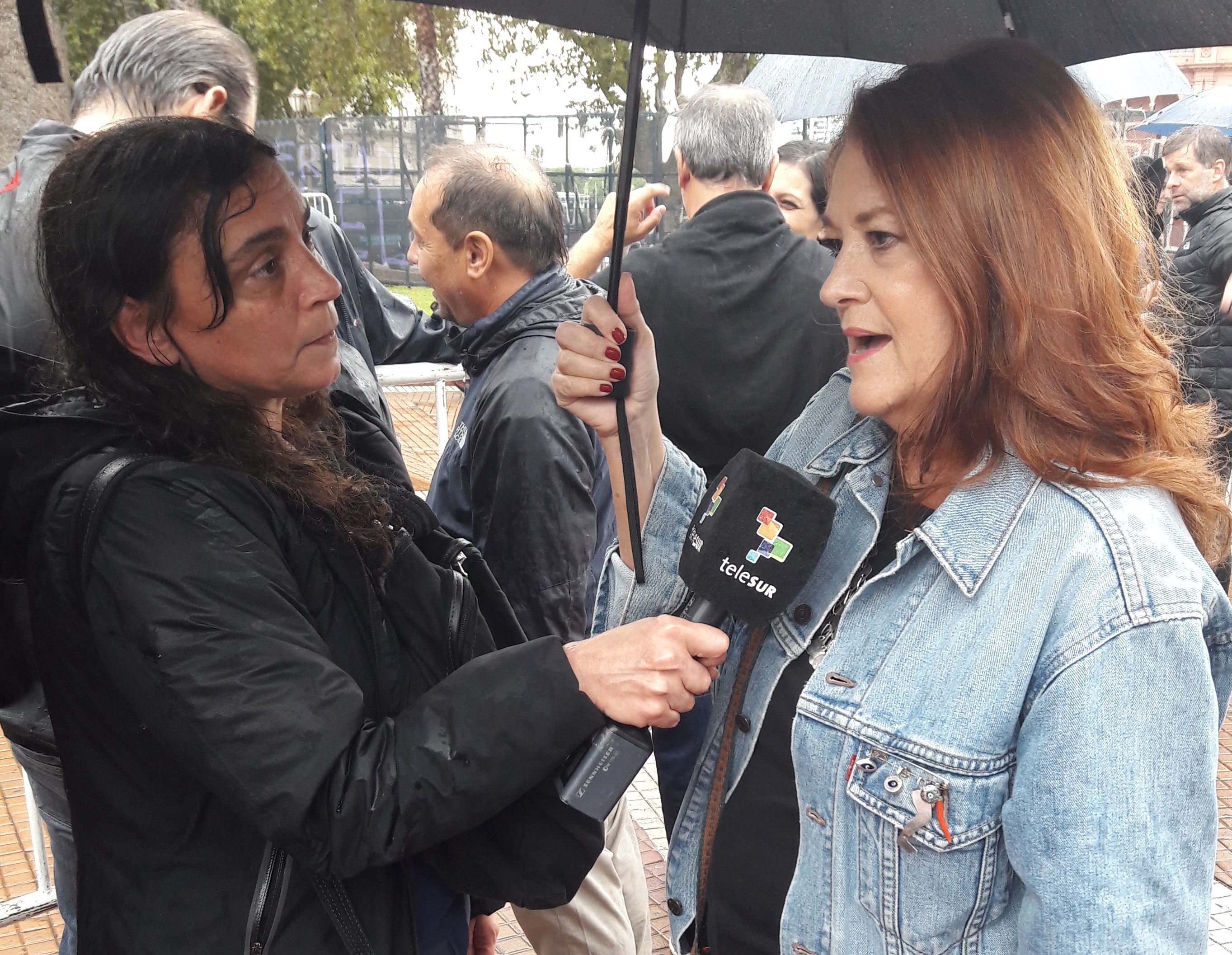
Alicia Castro entrevistada en Buenos Aires, Argentina.

Durante la 12.ª Cumbre del G-15, Hugo Chávez anunció su intención de crear una cadena de televisión internacional que presentaría información y películas creadas en el Sur Global. Telesur se lanzó al año siguiente.

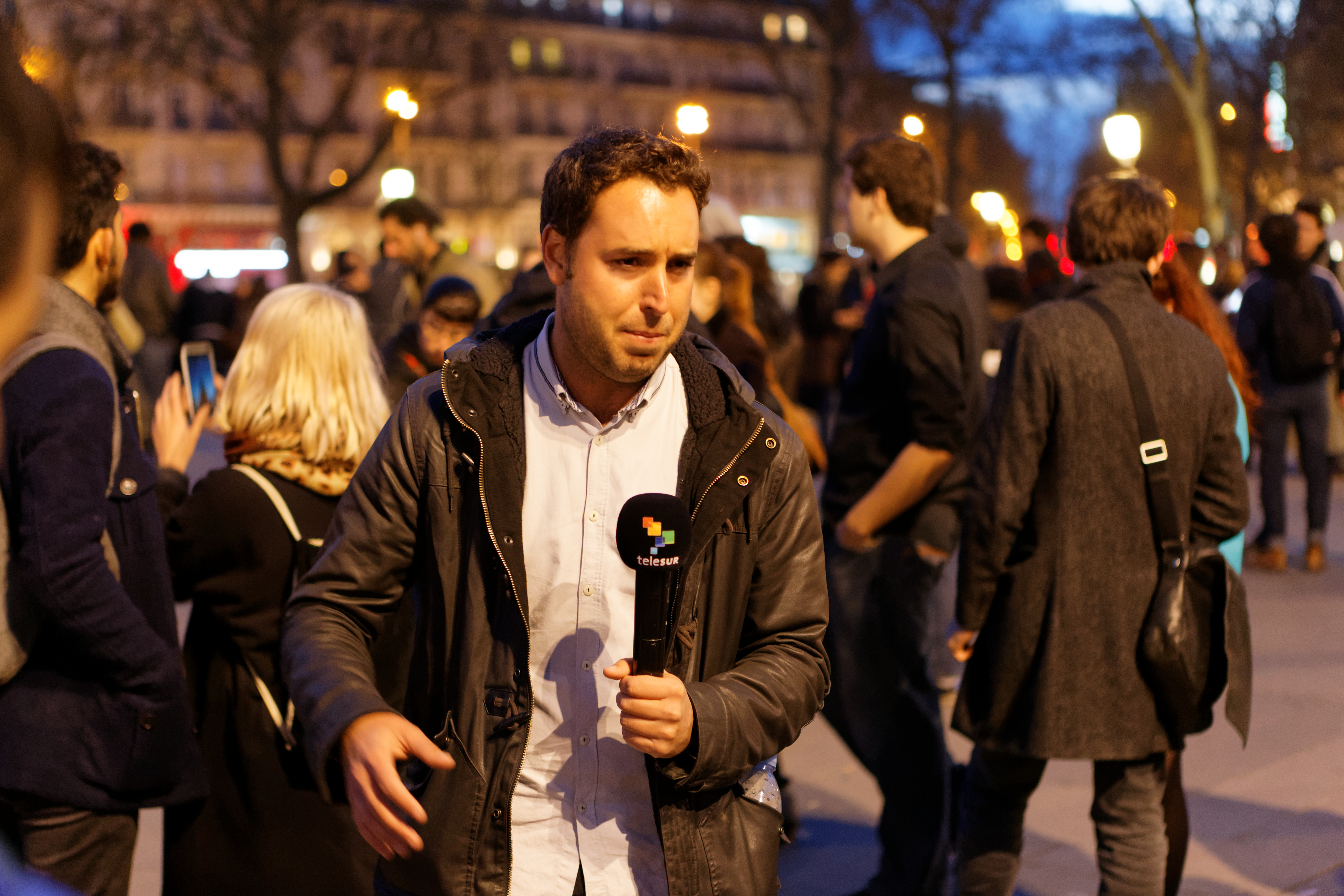
Corresponsal en París, Francia.

A pesar de que el presidente venezolano de entonces, Hugo Chávez, firmó el 3 de marzo de 2005 varios acuerdos con el entonces recién juramentado presidente uruguayo Tabaré Vázquez, respecto a procesos de integración energética y comunicacional entre los dos países, siendo uno de ellos el de la creación y financiamiento conjunto de Telesur, el proceso no ha estado exento de controversias. Tras poco menos de un año de la firma de los acuerdos, estos no habían sido ratificados por el parlamento nacional a pesar de que el partido del entonces presidente Vázquez (Frente Amplio) era mayoría en ese momento. El periodista venezolano Andrés Izarra, expresidente de Telesur, dijo en una entrevista en enero de 2006 que:

Allí tenemos una situación especial [en Uruguay], porque si bien el país es miembro de Telesur pero hasta que el Parlamento no apruebe la adhesión a Telesur por ahora está parada la difusión. La situación requiere de una decisión política que esperamos que el Gobierno de Tabaré Vázquez apoye la iniciativa.

El ministro de Educación y Cultura, Jorge Brovetto, dijo en febrero de ese año que el país aún no era auspiciador del canal y pidió que, hasta que el parlamento no resolviese el asunto de manera definitiva, se eliminara la referencia del país como miembro de las promociones y página web del canal. En junio de ese año, Brovetto expresó su preocupación con respecto a la línea editorial del canal sobre algunos temas y gobiernos en la región, y cómo la diplomacia del país pudiera verse afectada por la misma.
La Cámara de Senadores aprobó el proyecto de ley que ratificaba los acuerdos el 8 de agosto de 2006 por los votos de los legisladores pertenecientes al partido gobernante, sin embargo, tras el cambio de fecha constante de discusión del proyecto de ley, la Cámara de Diputados aún no ha aprobado el mismo. Aunque en febrero de 2009, fuentes cercanas al Congreso dijeron a medios locales que el asunto de incorporación a Telesur «no era una prioridad en su agenda», y que no sería discutido durante el resto del año, el acuerdo fue finalmente ratificado el 2 de junio de 2009.
El 11 de diciembre de 2006, Telesur adquiere la planta televisiva del Canal Metropolitano de Televisión, para luego el 9 de febrero de 2007 comenzar a transmitir en señal abierta usufructuando los equipos, estudios y señales de transmisión de dicho canal.
A fines de 2007 se comenzó la transmisión de contenido de Telesur por la televisión cubana. Se transmitía en horario nocturno como un resumen nombrado Lo mejor de Telesur, que en un inicio era de una hora de duración y que fue aumentando hasta alcanzar dos horas y media, transmitidos por el Canal Educativo 2.
Desde el 14 de enero de 2013 Telesur comparte la señal del Canal Educativo 2, lo que permite su transmisión en señal abierta y en tiempo real durante aproximadamente 12 horas diarias en los horarios de 8:00 a 16:30 y 20:30 a 00:30.

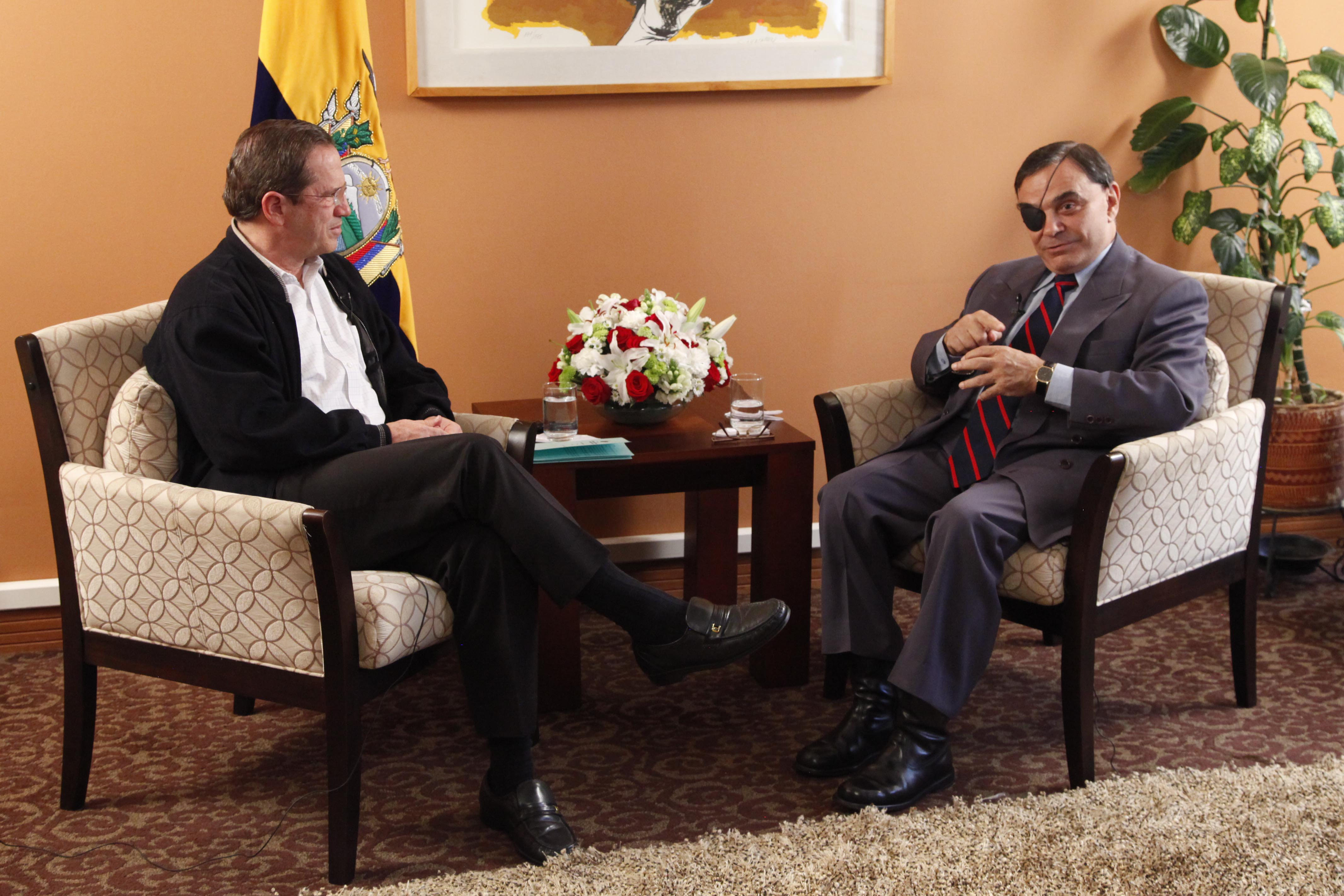
Ricardo Patiño entrevistado por Walter Martínez, conductor del programa de análisis Dossier.

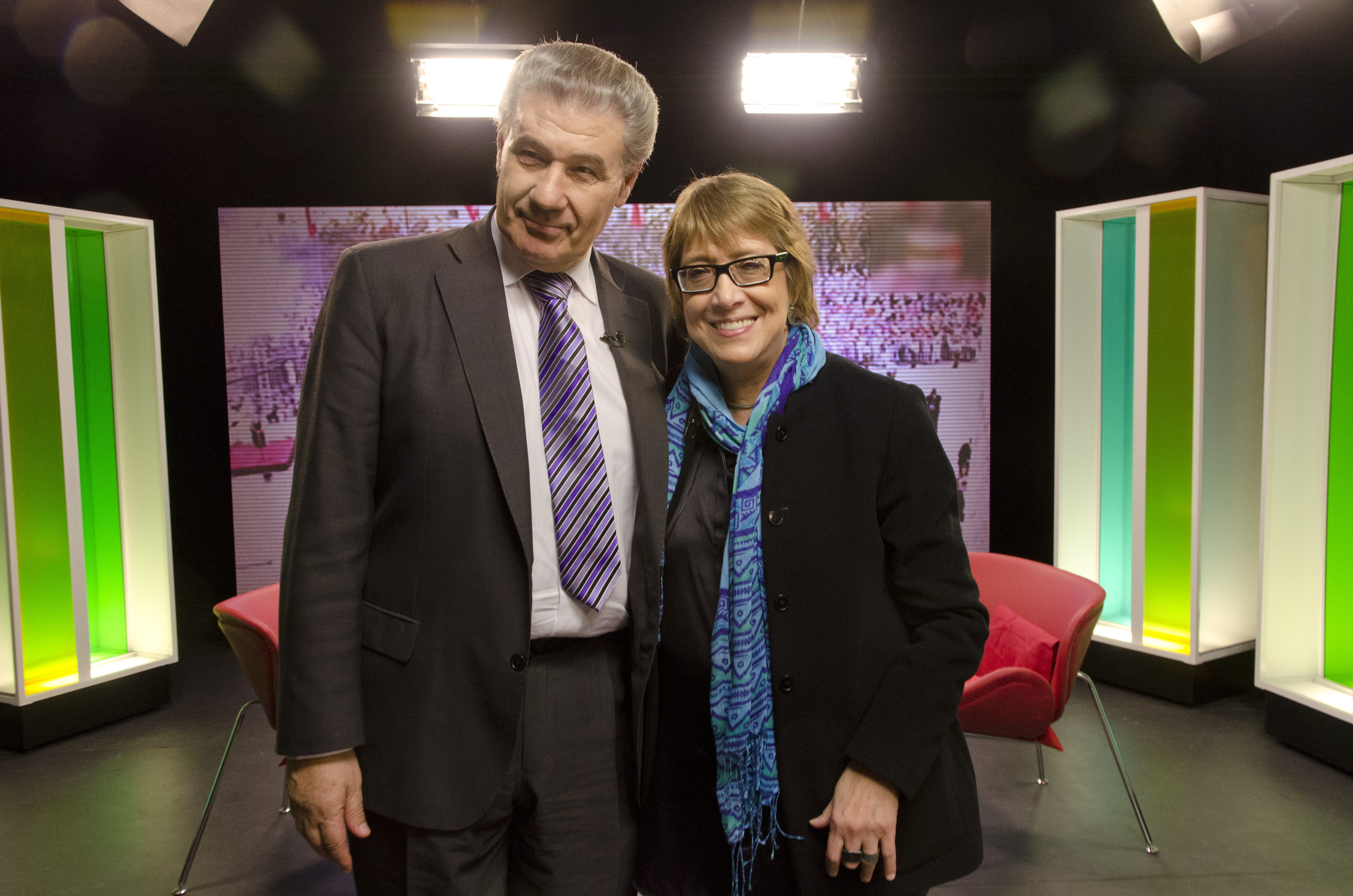
Víctor Hugo Morales, conductor del programa Voces de cambio junto a Teresa Parodi.

El 11 de marzo de 2007 el gobierno de Nicaragua se convierte en accionista de la cadena televisiva. El 30 de agosto de 2007, Ecuador se convirtió en socio de la cadena televisiva mediante acuerdos de intercambio de contenidos audiovisuales. Posteriormente en octubre de 2011 abrió su señal para Quito y Guayaquil.
Telesur fue criticado por los acuerdos de intercambio de contenidos audiovisuales con el canal de noticias árabe Al-Jazeera en febrero de 2006. El congresista estadounidense Connie Mack IV, dijo que «esta nueva alianza entre Al-Jazeera y Telesur tiene el efecto de crear una cadena de televisión global para terroristas y otros enemigos de la libertad».
El entonces director general del canal, el uruguayo Aram Arahonian respondió a los argumentos de Mack señalando que en el canal «se cree firmemente en la democracia, libertad de expresión y pluralismo: los valores que son indispensables en cualquier democracia. No tenemos problema alguno con hacer acuerdos con cualquier organización que beneficie nuestro canal».
Telesur posee acuerdos con otras organizaciones de noticias y medios de comunicación tales como la BBC, IRIB, y CCTV.
A partir de principios de febrero del 2012, Telesur realizó un cambio en toda su línea gráfica y estudios que va desde Telesur Noticias hasta Agenda Abierta, además de que el canal incorpora nuevos programas de noticias, uno en la mañana El Mundo Hoy, uno al mediodía Conexión Global y otro en la noche denominado Edición Central.

### Emisión en otros idiomas

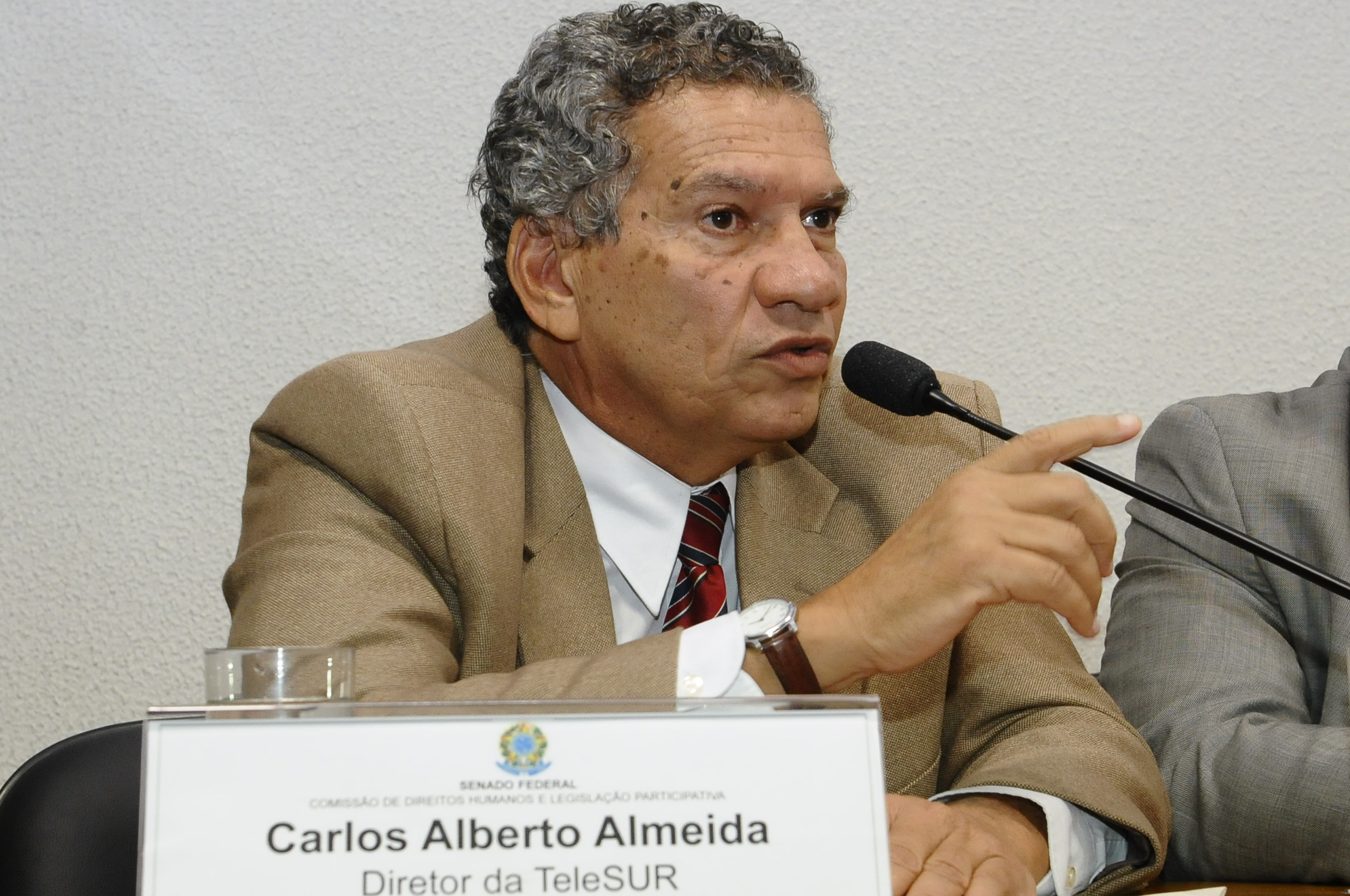
Carlos Alberto Almeida, director de Telesur en 2014.

En el marco de la cobertura de medios estadounidenses de las protestas en Venezuela de 2014 y luego de su entrevista con Christiane Amanpour para la cadena CNN, el presidente Nicolás Maduro anunció el 8 de marzo que inaugurará el 24 de julio (día de la conmemoración del natalicio de Simón Bolívar y noveno aniversario de la cadena) la señal de Telesur en idioma inglés. Ese día comenzó a funcionar el sitio web y la señal en inglés. El primer programa fue una entrevista del escritor pakistaní Tariq Ali a Maduro.
Telesur no solo emite en inglés, ya que también planea emitir en francés y portugués (este último únicamente para Brasil). El canal ya había comenzado en febrero de 2008 a transmitir programas de noticias a Brasil en idioma portugués a través de varias estaciones comunitarias en el Estado de Paraná. El 12 de octubre de 2014 se presentó un noticiero en idioma quechua, para los televidentes de Bolivia.

### Cese de financiamiento y transmisión de Argentina
El 27 de marzo de 2016, el titular del Sistema Federal de Medios y Contenidos Públicos de Argentina, Hernán Lombardi, anunció que el país se retiraba de la sociedad propietaria. En consecuencia, la señal dejó de ser de inclusión obligatoria en las grillas de programación de las empresas de televisión por suscripción por dejar de ser un canal estatal. Así, el gobierno de Argentina se convirtió en el primer socio fundador en salir de Telesur.
El 7 de junio de 2016, el gobierno argentino de Mauricio Macri anunció oficialmente que sacaba además la señal Telesur de la televisión digital terrestre argentina, siendo dada de baja el día 29. Con la salida de Macri y la llegada de Alberto Fernández se especuló que el gobierno argentino volviese a subsidiar a la multiestatal pero eso no ocurrió. 
Telesur regresó a la TDA en reemplazo de 360TV al nivel nacional el 20 de noviembre de 2020. En mayo de 2024, el gobierno argentino eliminó al canal venezolano de la parrilla de programación de la televisión digital abierta.

### Señal en alta definición
El 24 de julio del 2017, Telesur lanzó la señal en alta definición del canal con motivo del 12.º aniversario del lanzamiento de la estación televisiva.

### Confusión por declaraciones en Ecuador
El 16 de marzo de 2018, Andrés Michelena Ayala, titular de la Secretaría de Comunicación del Ecuador expresó que en la administración de Lenín Moreno no se había desembolsado algún tipo de valor y que en el gobierno anterior “tenía entendido que sí había” un aporte económico. Posteriormente Michelena se retractó de su declaración inicial el 19 de marzo del mismo año expresando que el Gobierno de Ecuador jamás ha financiado monetariamente dicha televisora. Esto fue ratificado por Patricio Barriga Jaramillo, exsecretario de Comunicación, del gobierno de Rafael Correa, quien dijo que nunca se aportó económicamente al medio, pero añadió que solo hubo un acuerdo para el funcionamiento y la compartición de contenidos.
Posteriormente los periodistas, parte del medio de comunicación internacional, Orlando Pérez Sánchez y Christian Salas mediante el periodista Fabricio Vela de Radio Majestad de Ecuador expresaron que el estado ecuatoriano no ha destinado recursos para financiar a Telesur, ni en el gobierno de Rafael Correa ni en el de Lenín Moreno. Además Salas aclaró que Telesur no tiene corresponsalía en Guayaquil como se afirmaba erróneamente al igual que el supuesto financiamiento.

### TeleSur Libre
En enero de 2020, el presidente interino de Venezuela Juan Guaidó (reconocido parcialmente entre 2019 - 2023) anunció la creación de una comisión presidencial, pretendiendo «recuperar la señal (de Telesur) y colocarla al servicio de la democracia en la región». Dicha comisión «asumiría la tarea de coordinar con los países aliados de la región para iniciar el proceso de sustitución efectiva de la señal actual por un nuevo contenido plural y democrático que pueda ser transmitido y sintonizado progresivamente dentro y fuera de Venezuela».
Sin embargo, dicho cambio nunca ocurrió, y en paralelo al planteamiento original de Guaidó, se crearon cuentas en redes sociales de la plataforma TeleSur Libre (creada en enero de 2020, y dada a conocer en mayo de 2021) la cual pretende ser la contraparte de Telesur manejada por el gobierno interino. Esta tenía además un dominio web para tener un mayor acceso a la plataforma, sin embargo, esta fue bloqueada por el oficialismo en Venezuela.
A diferencia de Telesur que tiene una inclinación política a favor del presidente electo Nicolás Maduro, TeleSur Libre tiene una inclinación política a favor del presidente interino Juan Guaidó. A inicios de enero de 2022, la plataforma fue abandonada progresivamente en cada red social, dejando de publicar contenido hasta quedar inactiva.[cita requerida]

### Cese de financiamiento por parte de Uruguay
El 13 de marzo de 2020, el recientemente asumido gobierno del Presidente Luis Lacalle Pou decidió retirar el financiamiento de su país a esta televisora, quedando el canal solamente financiado por los gobiernos de Cuba, Nicaragua y Venezuela.

## Consejo de administración
La agenda noticiosa de la cadena es determinada con la ayuda de un consejo consultivo formado por varios intelectuales latinoamericanos e internacionales. Algunos miembros del consejo fueron: el pacifista y premio Nobel argentino Adolfo Pérez Esquivel, el poeta nicaragüense Ernesto Cardenal, el escritor uruguayo Eduardo Galeano, el escritor pakistaní Tariq Ali, el politólogo y cineasta estadounidense Saul Landau, el redactor jefe de Le Monde diplomatique e historiador Ignacio Ramonet, el productor de cine argentino Tristán Bauer, el programador y pionero del software libre Richard Stallman (hasta 2011) y el actor y activista estadounidense Danny Glover.

Países latinoamericanos accionistas de Telesur.
Países latinoamericanos que anteriormente fueron accionistas de Telesur.

## Disponibilidad
Telesur es distribuida por satélite como canal de señal abierta y posee cobertura para las Américas, Europa occidental y el norte de África. Su disponibilidad dentro de las operadoras de televisión por suscripción es limitada en Latinoamérica debido al enfoque político de izquierda de su línea editorial respecto a varios eventos y gobiernos de la región, según afirmó Aram Arahonian, el director de programación en 2007.

los dueños de las cableras no nos proveen acceso a sus servicios [...] no es un suceso frecuente, pero nos han afectado en grandes países. Por ejemplo, en México existen dos monopolios, Televisa y Televisión Azteca. En Argentina, casi todo es controlado por Grupo Clarín.

La disponibilidad del canal como estación de señal abierta en otros países también es escasa en varios países de la región, al ser Venezuela y Ecuador los únicos países en tenerla dentro de la televisión digital terrestre y en las frecuencias VHF, UHF, debido a que sus gobiernos financian al canal. Venezuela inició la transmisión de Telesur en señal abierta el 9 de febrero de 2007 y Ecuador el 15 de julio de 2009. Desde el 31 de octubre de 2011, Telesur empieza a transmitir por UHF en el canal 48 en las ciudades ecuatorianas de Quito y Guayaquil al mismo tiempo que la televisión pública de Ecuador migraba al canal 7 por VHF. El resto de los países que financian a Telesur emiten su programación dentro de los canales, tales como los noticiarios.

## Programación
La programación de Telesur comenzó combinando contenidos informativos con programas educativos, culturales, de debate, entretenimiento y cine latinoamericano. A partir de 2009, el canal se orientó mayoritariamente a la información, quedando la programación casi en su mayoría a informativos, programas de análisis y boletines deportivos.

### Programación de Telesur (en inglés)
Gran parte de los programas de Telesur (en inglés) son retransmisiones de Telesur dobladas o subtituladas al inglés, otras producciones son realizadas exclusivamente para este canal para angloparlantes.
- From the south (Desde el sur)
- Real lives (Vidas reales/Vidas)
- Guide your body (Guía tu cuerpo)
- Atomun
- Files of the empire (Archivos del imperio)
- Green zone (Zona verde)
- Between borders (Entre fronteras)
- By gender (Por género/Congénero)
- Telesur documentaries (Telesur documentales)
- From the field (Desde el campo)
- Dotting the i (Poniendo el punto en la i/El punto en la i)

## Críticas y controversias

### Anuncios y noticias
Mientras promocionaba una campaña publicitaria para el Gobierno de Venezuela, en 2017, Telesur utilizó una foto en Twitter de Jim Wyss, periodista del Miami Herald, llegando al Aeropuerto Internacional de Miami mientras era detenido por las autoridades venezolanas e interrogado por el SEBIN, con el mensaje de Telesur en Twitter declarando: "Amamos a Venezuela por recibir a extranjeros como uno de los nuestros".
El incidente se hizo popular en los medios internacionales ya que encontraron el uso de la foto irónica debido a las circunstancias que la rodeaban. Telesur más tarde sacó la foto de su Twitter. El 23 de enero de 2019, TeleSur publicó en Twitter la imagen de la supuesta concentración a favor de Nicolás Maduro, alegando que tenía lugar en el estado Yaracuy, donde se apreciaba la señalización de una de las estaciones de la Línea 1 del Metro de Caracas, Agua Salud. Telesur borró el tuit posteriormente.

### Derechos humanos
El director de Human Rights Watch de América, José Miguel Vivanco, se opuso a la creación de Telesur. En 2005, Vivanco afirmó: "Si los accionistas de esta empresa pertenecen a un gobierno como Cuba, donde no tienen un concepto básico de libertad de expresión y tolerancia cero para opiniones independientes, Dios nos ayude". Human Rights Watch también criticó al gobierno venezolano en 2008 por impedir la libertad de expresión en medios de comunicación privados al bloquear su expansión y al mismo tiempo fortalecer la presencia de Telesur y otros medios gubernamentales en el país. Telesur ha criticado a Human Rights Watch argumentando en un artículo titulado How Human Rights Sell War (traducción literal Cómo Human Rights vende guerra) que "la industria y la ideología de los derechos humanos se ha utilizado para justificar el imperialismo y socavar la izquierda europea y norteamericana".
Tras la elección de Mauricio Macri como presidente de Argentina, Macri y el presidente venezolano Nicolás Maduro, se involucraron en fuertes disputas por los derechos humanos en Venezuela, con el gobierno argentino retirando su financiamiento de Telesur, en marzo de 2016, alegando que Telesur "bloquea puntos de vista alternativos".

### Temática de platillos voladores
En febrero de 2022, una emisión del programa Atomun, transmitido por Telesur, presentó un episodio enfocado en tecnologías que se sugiere podrían derivar de "platillos voladores" mediante "ingeniería inversa".En esta ocasión, el programa abordó la temática de los ovnis y tecnologías asociadas con una perspectiva cautelosa, evitando extremos que se observan en otros medios internacionales.El término "hipótesis extraterrestre", citado en el programa, ha sido referenciado en la ufología como la posibilidad de que los ovnis sean evidencia de civilizaciones fuera de la Tierra.Es relevante mencionar que, en el pasado, el gobierno venezolano ha hecho declaraciones vinculadas a teorías no tradicionales, como la posibilidad de que terremotos fueran causados intencionadamente por tecnologías avanzadas, específicamente refiriéndose al proyecto HAARP en Alaska. También se han emitido declaraciones sobre la relación entre desastres planetarios y conductas económicas, tomando como ejemplo el planeta Marte.Dada la inclusión de temáticas de Telesur, se observa un interés en la exploración de teorías conspirativas, lo que ha suscitado discusiones en el ámbito comunicacional y académico.

### Manipulación de fotos
Durante el envío de ayuda humanitaria a Venezuela en 2019, Telesur difundió fotografías de manifestantes que, según el autor de dichas imágenes, habían sido presuntamente manipuladas para que pareciera que los manifestantes rociaban y quemaban la ayuda humanitaria con gasolina. Una investigación independiente concluyó que la autora original de las fotos era Karla Salcedo Flores y que las imágenes “no muestran a un hombre echándole gasolina a uno de los camiones en llamas durante los incidentes”. Posteriormente, The New York Times realizó una reconstrucción de los hechos, basada en contenido audiovisual, donde afirmaron que el camión fue quemado por el trapo de una bomba molotov arrojada a las fuerzas de seguridad venezolanas.

### Periodistas y empleados

#### Fredy Muñoz
A finales de 2006, el entonces corresponsal de Telesur en Colombia, Fredy Muñoz Altamiranda, fue arrestado el 19 de noviembre por cargos de rebelión y terrorismo. El periodista fue acusado de ser "Jorge Eliécer", líder del grupo guerrillero de las FARC, responsable de varios ataques terroristas. La fiscalía citó los testimonios de guerrilleros encarcelados contra el periodista. La defensa de Múñoz argumentó que los testimonios que lo implicaban eran inconsistentes y denunció irregularidades procesales después del momento de su detención. Uno de los guerrilleros encarcelados afirmó que "Jorge Eliécer" sufrió varias quemaduras en su cuerpo debido a una explosión accidental de una bomba. Según el Telesur, el periodista fue sometido a un análisis físico que determinó que no hubo heridas en su cuerpo que coincidan con las descritas por el testigo, y otro guerrillero declaró posteriormente que había sido presionado para declarar contra Múñoz por miembros de la rama de inteligencia de la Armada de Colombia.
Múñoz fue puesto en libertad el 10 de enero de 2007, después de lo cual declaró que "cuando salí de la prisión, menos de una hora después de partir, dos agentes visitaron la cárcel y preguntaron de manera agresiva a los funcionarios de la prisión a donde iba a y cuál fue mi itinerario después de salir de la prisión ". Muñoz Altamiranda dijo que temía por su vida después de ser liberado debido a las amenazas posteriores. Reporteros sin Fronteras cuestionó las pruebas contra Múñoz y calificó su encarcelamiento de "ultraje" y "abuso", argumentando que el gobierno colombiano podría actuar en contra de la libertad de prensa si el periodista había sido encarcelado debido a su trabajo o por entrevistas Telesur Con los guerrilleros colombianos. La Sociedad Interamericana de Prensa también criticó su detención y solicitó el respeto del debido proceso.[cita requerida]

#### William Parra
El periodista colombiano William Parra, ex corresponsal de Reuters, trabajó para Telesur a tiempo completo de 2006 a 2008. Se vio obligado a buscar asilo político en Venezuela después de ser acusado de vínculos con las FARC. Él niega las acusaciones, y dijo en septiembre de 2010 que sus abogados habían recibido amenazas de muerte.[cita requerida]

#### Edgardo Esteban
El corresponsal de Telesur en Argentina, Edgardo Esteban, fue despertado la mañana del 11 de septiembre de 2008 por la detonación de una bomba casera de baja intensidad frente a su casa. El periodista había recibido varias amenazas debido a su trabajo sobre la tortura y la corrupción del ejército argentino durante la guerra de las Malvinas. La Federación Latinoamericana de Periodistas, el Foro de Periodismo Argentino y la Sociedad Interamericana de Prensa expresaron su rechazo a cualquier situación que pusiera en peligro la vida del periodista y exigiera de las autoridades nacionales y provinciales A trabajar "para que la intimidación contra los periodistas no vuelva a ocurrir". Esteban expresó su preocupación por su vida y su familia después del ataque.[cita requerida]

#### Elena Rodríguez
La corresponsal de Telesur en Ecuador, Elena Rodríguez, fue golpeada y robada en Quito el 19 de septiembre de 2009 por un grupo de tres personas que dejaron un folleto en el que recibió amenazas de muerte debido a su trabajo periodístico para el canal.

#### Leandro Lutzky
El 9 de agosto de 2024, el periodista argentino Leandro Lutzky renunció de Telesur después de las elecciones presidenciales de Venezuela de 2024. Leandro declaró que estaba en desacuerdo con la cobertura electoral del canal, diciendo que en medio de las denuncias de irregularidades del proceso no le parecía ético decir que el "sistema electoral es el mejor y más seguro del mundo".

### Críticas al canal
En 2005, después de la creación de Telesur, fue descrita como una red que mostraba la diversidad de América Latina.  Telesur también "fue felicitada por sus valores de alta producción y su reportaje intensivo sobre América Latina para latinoamericanos". Sin embargo, después de 2007, algunos empezaron a creer que Telesur parecía ser una herramienta de propaganda de Hugo Chávez y su Revolución bolivariana, siendo descrita como "un portavoz de Chávez". Según Aram Aharonian, el fundador del Telesur, Chávez "tomó las riendas" de Telesur y usó "propaganda como noticias", siendo Aharonian removido de Telesur en diciembre de 2008 por el ministro del Poder Popular para la Comunicación e Información Andrés Izarra. La red ha sido descrita por tener las posiciones de izquierda representando a sus gobiernos patrocinadores: Argentina, Bolivia, Cuba, Nicaragua, Uruguay y Venezuela. Joel D. Hirst, un exmiembro de asuntos internacionales del Council on Foreign Relations, sostuvo que la Alianza Bolivariana para los Pueblos de Nuestra América (ALBA), conociendo la importancia de la propaganda, "se embarcó en un ambicioso plan para controlar la información a través del hemisferio" y empezó su plan con la creación de Telesur en 2005.
Peter Birle, investigador alemán, en una conversación al medio alemán DW, expresó que desde que se fundó Telesur fue una buena opción a otras emisoras internacionales, una alternativa a otras cadenas comerciales, pero sostiene que el canal se transformó progresivamente en un canal muy politizado e instrumentalizado por parte de los gobiernos venezolanos de Hugo Chávez y Nicolás Maduro porque ofrece una cobertura enfocada en información que podría beneficiar o perjudicar a un gobierno dependiendo de su lineamiento político. Esto, según, Birle fue en parte una de las causas por la cual el gobierno argentino de Mauricio Macri, quien considera que Telesur no garantiza la pluralidad, decidió retirar al estado de la sociedad propietaria; Birle puso como ejemplo a la activa postura de Telesur durante la campaña presidencial argentina, en donde el entonces el candidato Mauricio Macri fue calificado como miembro de las fuerzas conservadoras de la Argentina.
El medio digital Infobae, expresa algo similar en un artículo en cual critica el supuesto uso de información noticiosa que resalta las acciones que tiñen a gobiernos con ideologías contrarias al del gobierno venezolano, citando como ejemplo la manifestación llevada a cabo en diciembre de 2017 en Buenos Aires en contra de las políticas propuestas por el presidente argentino de centro derecha Mauricio Macri, en la que hubo 70 policías heridos y en 60 protestantes detenidos. La cobertura de Telesur habló sobre la brutalidad policial, pero no mencionó los ataques contra la policía, el número de policías heridos, la destrucción de estructuras en la ciudad para conseguir piedras, y hasta la presencia del excandidato de izquierda para el congreso Sebastián Rodrigo Romero, quien empleó un mortero casero. Por otra parte, el mismo año hubo manifestaciones en Venezuela en contra de las políticas económicas del presidente Maduro que resultó en más de 150 muertes, miles de detenciones arbitrarias y heridos. En esos casos, Telesur resaltó la actuación de la Guardia Nacional Bolivariana y de la Policía Nacional Bolivariana, acusó a los protestantes de estar relacionados con Estados Unidos y consideró al gobierno de Maduro como un promotor de paz.
En octubre de 2018, la presentadora de Telesur, Daniela Vielman, renunció a la red y emitió un comunicado que decía que el personal empleado por Telesur es "tratado como si estuviera trabajando en un partido político" y que a los empleados venezolanos se les pagaba en bolívares venezolanos de bajo valor en comparación con su contrapartes extranjeras a quienes se les pagaba en dólares estadounidenses.